# هيدروكينون
الهيدروكوينون أو الهيدروكينون  أيضا البنزين-1،4-ديول أو كينول، هو مركب عضوي عطري و نوع من الفينول، وهو مشتق من البنزين، وصيغته الكيميائية C6H4(OH)2. التركيب الكيميائي له، كما هو موضح في الجدول على اليمين، يضم مجموعتين من الهيدروكسيل المربوطين بحلقة بنزين في موقع البارا (ثنائي هيدروكسي البنزين). وهو أبيض ذو حبيبات صلبة. المشتقات من هذا المركب أيضا تسمى الهيدروكينونات. وقد صاغ فريدريك وولر اسم «الهيدروكوينون» في 1843.

## الإنتاج
يتم إنتاج الهيدروكوينون صناعيا باستخدام طريقتين رئيسيتين:
- الطريق الأكثر استخداما على نطاق واسع يشبه عملية تصنيع الكيومين ، وينطوي على  ألكلة البنزين مع البروبين ليعطي 1,4- ثنائي آيزوبروبيل بنزين، المركب الناتج يتفاعل مع الهواء لإعطاء بيس(هيدروبيروكسيد) وهو يشبه تركيب مركب هيدروبيروكسيد الكيومين ، المركب الناتج يتشكل لينتج عنه الأسيتون والهيدروكينون في الحمض.
- والطريق الثاني ينطوي على إضافة هيدروكسيل إلى الفينول وينطوي على استخدام الهيدروجين بيروكسايد ليعطي خليط من الهيدروكوينون والكاتيكول:

C6H5OH  +  H2O2   →   C6H4(OH)2  +  H2O
هناك أساليب أخرى أقل شيوعا منها:
- تم اقتراح إمكانية اصطناع الهيدروكينون من الأسيتيلين وخماسي كربونيل الحديد[18][19][20][21][22][23]

وقد انتج الهيدروكوينون لأول مرة في عام 1820 من قبل الكيميائيين الفرنسيين بليتير وكافينتو عن طريق التقطير الجاف لحمض الكوينيك.

## الاستخدامات
الهيدروكوينون لديه مجموعة متنوعة من الاستخدامات المرتبطة أساسا مع عمله كعامل مختزل قابل للذوبان في الماء. وهو المكون الرئيسي في تحميض الأفلام والأوراق الفوتوغرافية بالأبيض والأسود، حيث مع مادة Metol، فإنه يختزل هاليدات الفضة إلى عنصر الفضة.
هناك العديد من الاستخدامات الأخرى المرتبطة بقدرته على الاختزال. كمانع للبلمرة، الهيدروكوينون يمنع بلمرة حمض الأكريليك، ميتاكريليت الميثيل، سيانوأكريلات، ووحدات مبلمر أخرى و التي هي عرضة    للبلمرة بسبب الجذور الحرة. هذا التطبيق يستغل خاصية الهيدروكوينون كمضاد للأكسدة.   
الهيدروكوينون يمكن أن يخضع لأكسدة خفيفة ليتحول إلى بارابنزوكوينون، C6H4O2، وغالبا ما تسمى كوينون. يمكن اختزال هذا التفاعل واعادته إلى الهيدروكوينون. بعض المركبات الكيميائية الحيوية في الطبيعة تحتوي على جزء الهيدروكوينون أو الكوينون في تركيبها الكيميائي مثل مرافق الإنزيم Q10.

## تقليل تصبغ الجلد
في الطب البشري، يتم استخدام الهيدروكوينون كتطبيق موضعي في تفتيح البشرة للحد من زيادة التلون في البشرة و معالجة مشاكل التصبغات الجلدية.   هذا الاستخدام في مستحضرات التجميل تم منعه في عدد من الدول بما في ذلك الدول الأعضاء في الاتحاد الأوروبي في إطار التوجيه 76/768 / EEC: 1976.
في عام 2006، ألغت إدارة الغذاء والدواء الأمريكية الموافقة السابقة من الهيدروكوينون، وتم حظر استخدامه في كل  الأدوية بدون وصفة طبية وذكرت إدارة الاغذية والادوية الأمريكية ان  الهيدروكوينون لا يمكن استبعاد كونه مادة مسرطنة محتملة. وهذا الاستنتاج الذي توصل إليه استنادا إلى مدى امتصاصه من الجلد  في البشر و فرصة حدوث الأورام في الفئران في العديد من الدراسات  على الفئران والتي اوضحت زيادة معدلات الأورام، بما في ذلك فرط تنسج خلايا تجويفات الغدة الدرقية، تفاوت النوى (الاختلاف في أحجام النوى)،  سرطان الدم، والأورام الكبدية وأورام في الكلى. وقد أبرزت الحملة من أجل امان و سلامة مستحضرات تجميل  أيضا المخاوف من الهيدروكوينون.
وقد كشفت دراسات عديدة أن الهيدروكوينون يمكن أن يسبب تمغرا خارجي المنشأ وهو مرض تشوهات على الجلد ايحصل فيه ترسيب أصباغ ذات لون الأزرق والأسود على الجلد.
استخدامات الهيدروكينون كمعالج لمشاكل زيادة تلون البشرة يمكن أن تكون فعالة مع الاستخدام السليم ولكن  يمكن أيضا أن يسبب حساسية الجلد. يجب استخدام واقي من الشمس يوميا و عدم استخدامه لفترات طويلة أكثر من 4 أشهر. في الولايات المتحدة،  تحتوي العلاجات الموضعية 2٪  هيدروكوينون. خلافا لذلك، التراكيز الأعلى (تصل إلى 4٪) يجب الحد منها واستخدامها بحذر.

## تواجده في الطبيعية
الهيدروكوينونات واحدة من اثنين من المواد المتواجدة في الغدد الدفاعية  للخنافس البومباردييه، جنبا إلى جنب مع بيروكسيد الهيدروجين (ومركبات ربما غيرها، اعتمادا على الأنواع) والذي يتجمع في خزان. يفتح الخزان من خلال صمام من العضلات  إلى خزان اخر  سميك الجدران يحتوي على خلايا تفرز انزيم الكتالاز والبروكسيداز  والتي عند إفرازها تقوم بتكسير الهيدروجين بيروكسيد و تسريع اكسدة الهيدروكوينون إلى باراكوينون.  هذه التفاعلات تنتج الأكسجين الحر وتولد حرارة كافية لايصال درجة حرارة المزيج  إلى نقطة الغليان وتبخير نحو خمس كميته، مما ينتج عنه رذاذ حار من بطن الخنفساء.
مشتقات فارنيسيل الهيدروكينون هي المهيجات الرئيسية التي يتم افرازها من نوع من أنواع النباتات كشجيرة كلب البودل (بالإنجليزية: poodle-dog bush)‏ وتسبب اكزيما وتهيجا جلديا شديدا.
ويعتقد ان الهيدروكوينون هو المادة السامة في الفطر أجاريكوس  Agarisuc hondensis
و تبين ان الهيدروكينون من المكونات الكيميائية للمادة الطبيعية العكبر.
كما أنها واحدة من المركبات الكيميائية الموجودة في قسطورة. ويتم جمع هذا لمركب من الحويصلات القندس beaver castor scas.

## روابط خارجية
- International Chemical Safety Card 0166
- NIOSH Pocket Guide to Chemical Hazards
- IARC Monograph: "Hydroquinone"
- IUPAC Nomenclature of Organic Chemistry (online version of the "Blue Book")